# Kalvholmen (vid Öby, Raseborg)
Kalvholmen är en ö i Finland. Den ligger i Skärgårdshavet eller Finska viken och i kommunen Raseborg i den ekonomiska regionen  Raseborg i landskapet Nyland, i den sydvästra delen av landet. Ön ligger omkring 100 kilometer väster om Helsingfors.
Öns area är 9,2 hektar och dess största längd är 440 meter i nord-sydlig riktning.